# بارتوميو تيراداس
خطأ لوا في mw.text.lua على السطر 25: bad argument #1 to 'match' (string expected, got nil).
بارتوميو تيراداس (بالإسبانية: Bartomeu Terradas)‏ مواليد سنة 1874 ، لاعب كرة قدم إسباني سابق لعب مع نادي برشلونة في بداية تأسيس النادي ، كان ضمن الأحد عشر لاعباً الذين استجابوا لإعلان خوان غامبر ووضعوا حجر الاساس للنادي ،شارك في أول مباراة في تاريخ نادي برشلونة والتي أُقيمت في ساحة فندق بونانوفا في شهر ديسمبر سنة 1899 ، في أبريل سنة 1901 عُين رئيس لنادي برشلونة كثاني رئيس للنادي استمر في رئاسة النادي حتى سبتمبر عام 1902 ،حقق نادي برشلونة في عهدة أول بطولة وهي كأس ماكايا توفي سنة 1948 .